# 約西諾·列維諾·費雷拉
約西諾·列維諾·費雷拉（葡萄牙語：Josino Levino Ferreira，1913年4月3日—）是巴西的超級人瑞，他目前是巴西、南美洲、在世第二年長男性，僅次於1912年出生的若昂·馬里尼奧·內托。

## 生平
約西諾·列維諾·費雷拉於1913年4月3日日出生於巴西帕拉伊巴州康塞桑。
1941年，他與塞巴斯蒂安娜·安娜·達·康塞桑(Sebastiana Ana da Conceicao)結婚。2001年，塞巴斯蒂安娜·安娜·達·康塞桑(Sebastiana Ana da Conceicao)去世，享壽87歲。
費雷拉現居於巴西北里奥格兰德州科羅內爾埃澤奎爾，截至2024年，他有3個孩子、11個孫子、18個曾孫和 5個玄孫。

## 壽命紀錄
2023年4月3日，約西諾·列維諾·費雷拉110歲生日。成為超級人瑞。
2024年11月25日，來自英國的約翰·廷尼斯伍德去世，成為在世第二年長男性。
2024年12月4日，以111歲的高齡，他被長壽探索紀念牌匾，成為巴西第二長壽的男性。